# Noosa Heads
Noosa Heads (engelska: Noosa) är en ort i Australien. Den ligger i kommunen Sunshine Coast och delstaten Queensland, omkring 120 kilometer norr om delstatshuvudstaden Brisbane. Antalet invånare är 3 999.
Närmaste större samhälle är Tewantin, nära Noosa Heads. Genomsnittlig årsnederbörd är 1 898 millimeter. Den regnigaste månaden är januari, med i genomsnitt 360 mm nederbörd, och den torraste är september, med 41 mm nederbörd.